# Bioramix afghanistana
Bioramix (Platyscelis) afghanistana – gatunek chrząszcza z rodziny czarnuchowatych i plemienia Platyscelidini.

## Taksonomia
Gatunek ten został opisany w 1955 roku przez Edoardo Gridelliego jako Platyscelis afghanistana. L. V. Egorov w 2004 roku obniżył rodzaj Platyscelis do rangi podrodzaju Bioramix (Platyscelis) w rodzaju Bioramix podając nową kombinację nazwy: Bioramix (Platyscelis) afghanistana. Holotypem gatunku jest samiec, a allotypem samica –oba odłowione przez Nielsa Haarløva i przechowywane w Muzeum Historii Naturalnej w Kopenhadze.

## Rozprzestrzenienie i ekologia
Odnotowano, że w skład pożywienia tego chrząszcza wchodzą prostoskrzydłe.
Chrząszcz palearktyczny, wykazany z Afganistanu i Iranu. W Iranie jest jednym z niewielu znanych przedstawicieli swojego plemienia i odnotowany został z ostanu Mazandaran.